# المعهد التقني الديوانية
المعهد التقني (الديوانية) هو احد تشكيلات جامعة فرات الأوسط التقنية في العراق تأسس المعهد عام 1988 ويقع في نهاية شارع الزيتون مجاور اعدادية الديوانية الصناعية ويضم المعهد سبعة أقسام علمية، اربعة اقسام طبية - قسمين اداريين - قسم تقني.

## موقع المعهد
يقع المعهد  في نهاية شارع الزيتون مجاور اعدادية الديوانية الصناعية.

## الشهادة الممنوحة ومدة الدراسة
مدة الدراسة في المعهد سنتان دراسيتان ويمنح المتخرج من المعهد شهادة الدبلوم التقني في حقل الاختصاص الذي يدرس فيه الطالب.

## الاقسام العلمية للمعهد
1. الاقسام الطبية تقنيات التمريض تأسس عام 1997.

1. تقنيات صحة المجتمع تأسس عام 1990.
2. تقنيات الادارة الصحية تأسس عام 2020
3. تقنيات الاطراف والمساند تأسس عام 2023
4. الاقسام التكنلوجية وتشمل( تقنيات الميكانيك (تشغيل وصيانة / إنتاج) تأسس عام 1998
5. الاقسام الادارية :
6. تقنيات المحاسبة تأسس عام 1993.
7. تقنيات إدارة المواد تأسس عام 1989